# JWH-200
JWH-200，也称作WIN 55,225，是一种由约翰·威廉·霍夫曼小组合成的萘甲酰基吲哚类JWH大麻素，分子式C25H24N2O2，可作为镇痛药使用。